# Japan Airlines
Japan Airlines Corporation (яп. 株式会社日本航空 кабусикигайся Нихон ко:ку:) (TYO: 9205) или JAL (Джал) — национальная авиакомпания Японии. Одна из крупнейших авиакомпаний Азии, член альянса Oneworld. Базируется в токийских аэропортах Нарита (международные рейсы) и Ханэда (внутренние рейсы), Japan Airlines осуществляет регулярные международные и внутренние перевозки в 125 аэропортов по всему миру.
Japan Airlines была создана 1 октября 1953 года, когда правительство Японии приняло решение о создании государственной авиакомпании. В 1954 году новосозданная авиакомпания совершила первый международный и в то же время трансокеанский рейс в США. Авиакомпания была полностью приватизирована в 1987 году. В 2002 году Japan Airlines слилась с Japan Air System, в то время третьим по величине авиаперевозчиком страны. В 2008 году Japan Airlines перевезла 50 млн пассажиров. Japan Airlines прошла аудит безопасности IATA.
Во флоте флагманского перевозчика Японии представлены дальнемагистральные самолёты Boeing 787, 767, 777 и самолёты Boeing 737 на ближнемагистральных рейсах. Грузовое подразделение авиакомпании, JAL Cargo, использует грузовые самолёты производства Boeing. JALways, туристическое подразделение авиакомпании, до 2010 года осуществляло рейсы в Полинезию и Юго-Восточную Азию. У Japan Airlines 6 подразделений, выполняющих внутренние рейсы: Hokkaido Air System, JAL Express, J-Air, Japan Air Commuter, Japan Transocean Air и Ryukyu Air Commuter, которые выполняют рейсы во второстепенные аэропорты.

## История

### Период государственного регулирования
Japan Air Lines Co., Ltd. была создана в августе 1951 года, когда правительство Японии осознало необходимость создания собственной авиатранспортной системы для восстановления страны после Второй мировой войны. 25 октября на трёх самолётах Martin 2-0-2, принадлежавших Northwest Airlines, с американскими экипажами Japan Air Lines начала осуществлять внутренние рейсы между Токио и другими городами. 1 августа 1953 года парламент Японии принял Акт о Japan Air Lines Company (яп. 日本航空株式会社法 Нихон ко:ку: кабусикигайся хо:), которым создавалась новая государственная авиакомпания Japan Air Lines, которая с 1 октября принимала все активы и обязательства своей частной предшественницы. Её первый самолёт, DC-3, получивший имя «Кинсэй», был взят в аренду у Philippine Airlines. В 1950-е Japan Air Lines кроме 2-0-2 использовала Douglas DC-3, Douglas DC-4, Douglas DC-6 и Douglas DC-7.
2 февраля 1954 года самолёт Japan Air Lines совершил первый международный рейс, совершив полёт из Токио в Сан-Франциско. Полёт был осуществлён на DC-6B с промежуточными посадками на атолле Уэйк и в Гонолулу, билет в одну сторону стоил $650, рейс осуществлялся два раза в неделю. В 1960 году Japan Air Lines получила первый реактивный самолёт, Douglas DC-8. Вскоре после этого было принято решение о использовании во флоте компании только реактивных самолётов. В это десятилетие было открыто много международных рейсов.
Согласно системе 45/47 (яп. 45/47体制 ёнго-ённана тайсэй), также известной как «конституция авиации», утверждённой японским парламентом в 1972 году, JAL получил статус флагманского перевозчика на международных рейсах, а на внутренних рейсах должен был конкурировать с All Nippon Airways. В этот период JAL приобрёл Boeing 747, Boeing 727 и DC-10 производства McDonnell Douglas для обеспечения возрастающего спроса на международные авиаперевозки. В 1980-х самолёты Japan Airlines совершали специальные рейсы для принца и принцессы Японии, папы Иоанна Павла II, японских премьер-министров (до появления самолёта «Japanese Air Force One» в 1990-х JAL совершала все официальные чартеры для должностных лиц государства). В это десятилетие JAL приобрёл новые Boeing 767 и вывел из эксплуатации DC-8 и 727.
В 1965 году более половины доходов JAL приносили транстихоокеанские рейсы в США, и JAL прилагала усилия для получения возможности совершать также трансатлантические рейсы на восточное побережье США. В 1978 году JAL начала осуществлять рейсы в Сан-Пауло и Рио-де-Жанейро, в Бразилию через Анкоридж и Сан-Хуан; а в 1980-х промежуточной остановкой стал Лос-Анджелес, и далее в Международный аэропорт имени Джона Кеннеди в Нью-Йорке.
Начавшийся в октябре 1973 года топливно-энергетический кризис привёл к росту мировых цен на нефть и нефтепродукты (в том числе, на авиационное топливо) и обострил конкуренцию между авиакомпаниями. Летом 1975 года японская авиакомпания "Джапан эйрлайнз" официально обвинила авиакомпании США в ведении конкурентной борьбы на нечестной и несправедливой основе, и Управление гражданской авиации Японии потребовало от США пересмотра заключенного в 1952 году соглашения по вопросам гражданской авиации (условия которого предоставляли преимущества авиакомпаниям США и являлись дискриминационными для JAL).

### После дерегулирования
В Японии вопрос дерегулирования авиаперевозок рассматривался с конца 1970-х, в результате в 1985 была принята так называемая «система 45/47». В 1987 году Japan Airlines была полностью приватизирована, и две другие авиакомпании Японии, All Nippon Airways и Japan Air System, получили возможность свободно конкурировать с JAL на внутренних и международных маршрутах. Усиление конкуренции привело к изменениям в корпоративной структуре Japan Airlines; авиакомпания была реорганизована в три подразделения: международные пассажирские перевозки, внутренние пассажирские перевозки и грузоперевозки (включая почту).
Japan Airline в 1990-е годы проводила эвакуацию японских граждан из Ирака до начала войны в Персидском заливе. В 1992 году было создано чартерное подразделение Japan Air Charter. В 1997 было подписано соглашение с The Walt Disney Company, по которому Japan Airlines стала официальной авиакомпанией Токийского Диснейленда. В этом же году была создана JAL Express, флот которой составили Boeing 737. В 1990-х авиакомпания столкнулась с проблемами, которые были связаны с экономическим спадом в США, Великобритании и самой Японии. С 1986 года авиакомпания каждый год получала прибыль, однако 1992 были зафиксированы убытки. Снижение затрат, создание лоу-кост подразделения JAL Express и передача туристического потока JALways (наследнику Japan Air Charter) помогли компании выйти на прибыльную деятельность в 1999.
В 1997 году авиакомпания перевезла японского премьер-министра в Перу на переговоры с организацией имени Тупака Амару. В 1990 году Japan Airlines разместили заказы на Boeing 777. Japan Airlines была одной из восьми компаний, которые принимали непосредственное участие в разработке концепции Boeing 777.

### Слияние с JAS
В 2001 Japan Air System и Japan Airlines объявили о слиянии. 2 октября 2002 была создана новая холдинговая компания, получившая название Japan Airlines System (яп. 日本航空システム Нихон ко:ку: сисутэму), которая стала ядром JAL Group. Были изменены ливреи самолётов JAL Group. После слияния авиакомпания вышла на 6-е место в мире по пассажирским перевозкам, и на 3-е место по выручке.
1 апреля 2004 года JAL изменила название на Japan Airlines International, а JAS — на Japan Airlines Domestic. Рейсы JAS стали осуществляться под кодами JAL, стойки регистрации JAS были окрашены в стиле JAL, самолёты JAS также получили новую ливрею. 26 июня 2004 года родительская компания Japan Airlines System была переименована в Japan Airlines Corporation.
После слияния обе авиакомпании используют торговую марку JAL:  International (яп. 日本航空インターナショナル Нихон ко:ку: инта:насёнару) и Japan Airlines Domestic (яп. 日本航空ジャパン Нихон ко:ку: дзяпан). Japan Airlines Domestic имеет маршрутную сеть внутри Японии, а JAL International осуществляет главным образом международные рейсы. 1 октября 2006 года Japan Airlines International и Japan Airlines Domestic стали использовать единственную торговую марку — Japan Airlines International.

### Последние события
1 апреля 2007 Japan Airlines вступила в альянс Oneworld.
1 апреля 2008 года JAL официально присоединила своё подразделение Japan Asia Airways (JAA) к главной авиакомпании Japan Airlines. JAA осуществляла рейсы исключительно на Тайвань с 1975 по 2008 годы, что было связано со сложными политическими отношениями между Тайванем и материковым Китаем .
19 января 2010 года Совет директоров JAL на своём заседании принял решение подать в Токийский окружной суд заявление о применении к ней закона о возрождении компаний. Фактически это означает банкротство с последующей реструктуризацией.

## Назначения
Japan Airlines выполняет рейсы в Азию, обе Америки, Европу и Океанию. Основными хабами JAL являются аэропорты Токио-Нарита, Токио-Ханэда, Кансай и Осака. JAL и авиакомпании JAL Group имеют большую внутреннюю маршрутную сеть и кодшеринговые соглашения, которые охватывают 61 назначений по всей Японии.
В последние годы JAL сокращает рейсы во многие вторичные аэропорты на разных континентах, предпочитая кодшеринговые соглашения с партнёрами по альянсу Oneworld и другими авиакомпаниями. В 1980-е JAL совершала рейсы на Средний Восток, в том числе в Каир, Бахрейн, Кувейт, Абу-Даби, однако эти направления были закрыты. JAL остаётся одной из пяти азиатских авиакомпаний, совершающих рейсы в Латинскую Америку, включая регулярные рейсы в Мехико (через Ванкувер) и Сан-Пауло (через Нью-Йорк).

## Корпоративная идентификация

###### Организация
В дополнение к сервисам под названием JAL, авиакомпания владеет пятью отечественными авиакомпаниями, которые дополняют рейсы JAL JALUX Inc., созданная в 1962 году, является бизнес-приобретением авиакомпании, который выполняет различные задачи для компании, включая выбор блюд и закусок, снабжение магазинов Blue Sky JAL-DFS, сервис салонов и комплектующих самолёта. JALUX объединились с JAS 1 января 2004 года, чтобы унифицировать операции по поддержке JAL Group.

###### Логотип
Ливрея JAL называется Цурумару (鶴丸) или «crane circle». Логотип Tsurumaru JAL был создан в 1958 году Джерри Хэффом, творческим директором Botsford, "Constantine and Gardner" из Сан-Франциско, которое было рекламным агентством для авиалиний Японии с самых ранних дней. JAL использовала несколько логотипов до 1958 года. Когда авиакомпания решила приобрести новые Douglas DC-8S, она создала официальный логотип.

## Направления
Международные направления Japan Airlines:
Азия
Пекин, Тяньцзинь, Далянь, Шанхай, Гуанчжоу, Гонконг, Тайбэй, Ханой, Хошимин, Бангкок, Куала-Лумпур, Сингапур, Джакарта, Манила, Сеул, Гуам, Доха, Нью-Дели, Бангалор.
Европа
Хельсинки, Лондон, Париж, Франкфурт
Северная Америка
Бостон, Нью-Йорк, Чикаго, Сан-Франциско, Даллас, Лос-Анджелес, Сан-Диего, Сиэтл, Ванкувер, Гонолулу, Кайлуа-Кона
Океания
Сидней, Мельбурн

## Флот
В августе 2021 года флот Japan Airlines состоял из 156 самолётов, средний возраст которых 11,2
F - первый класс. C - бизнес класс, W - премиум экономкласс, Y - экономкласс. Бизнес-класс носит название «Class J» на внутренних рейсах и «Executive Class» на международных.

## JAL Mileage Bank
JAL Mileage Bank (JMB) — бонусная программа поощрения часто летающих пассажиров холдинга «JAL Group», распространяющаяся на авиакомпании Japan Airlines, JAL Express, Japan Transocean Air, Japan Air Commuter, Hokkaido Air System и Ryukyu Air Commuter. Условия программы распространяются на всех партнёров JAL по глобальному авиационному альянсу пассажирских перевозок Oneworld, а также на Air France, China Eastern Airlines и Emirates Airline. Большинство участников бонусной программы являются членами уровней «JMB Fly On Program», элитные уровни программы предоставляются с присвоением членства в группе «JAL Global Club (JGC)».
Вступление в программу JAL Mileage Bank бесплатно, мили действительны по последний день месяца, следующего за периодом в 36 месяцев со дня совершения полёта, либо транзакции по карте в рамках совместных банковских программ. Членство в бонусной программе может быть аннулировано, если в течение 36 месяцев не было накоплено ни одной мили.

### JMB Fly On
Программа поощрения часто летающих пассажиров «JMB Fly On» имеет четыре уровня участия — «Crystal» (начальный), «Sapphire», «JGC Premier» и «Diamond», которые присваиваются в соответствии с количеством совершённых полётов за один календарный год. Классификационные баллы зарабатываются на рейсах авиакомпаний холдинга JAL Group и альянса Oneworld и используются для расчёта уровня членства в бонусной программе, включая понижения и повышения уровней в программе JMB Fly On. Владельцы высших уровней бонусной программы имеют максимальные привилегии, включая гарантированное место в экономическом классе на любой рейс авиакомпаний группы JAL, провоз сверхнормативного багажа, приоритет на листе ожидания, внеочередную регистрацию на рейс и доступ в залы повышенной комфортности компаний группы JAL и её партнёров. Календарный год в бонусной программе начинается 1 апреля и заканчивается 31 марта следующего года.

#### Crystal
«Crystal» («хрусталь») — начальный уровень бонусной программы «JMB Fly On», который присваивается при накоплении 30 000 баллов, либо при совершении 30 полётов и накоплении 10 000 баллов в течение 
календарного года. После двух месяцев со дня квалификации на уровень владельцы данного уровня имеют право на приоритет на листе ожидания, 50 % бонус на накапливаемые мили, доступ в залы повышенной комфортности на внутренних рейсах (при этом, за посещение этих залов снимаются бонусные мили с текущего счёта), внеочередную регистрацию на стойках бизнес-класса (Executive Class) на международных направлениях, право регистрации на спецстойках «JGC» и приоритетное получение багажа на внутренних авиалиниях с билетами класса J и выше, дополнительно 10 кг багажа, приоритетную регистрацию и посадку на международные рейсы с билетами класса J и выше. В течение одного календарного года владелец уровня «Crystal» имеет право на 10 бесплатных повышений класса на рейсах группы JAL. Уровень «Crystal» полностью соответствует статусу «Ruby» в общей бонусной программе альянса Oneworld, привилегии которого распространяются на всех постоянных и аффилированных членов альянса.

#### Sapphire
Переход на уровень «Sapphire» («сапфир») происходит при накоплении 50 тысяч баллов, либо при совершении 50 полётов и накоплении 15 тысяч баллов. После двух месяцев со дня квалификации на уровень владельцам данного уровня начисляются увеличенные на 100 % бонусные мили. «Sapphire» предоставляет право на доступ в залы повышенной комфортности JAL и «Sakura» владельцу уровня и одному его спутнику, имеющему билет на рейс авиакомпаний группы JAL, право регистрации на стойках Первого класса на международных рейсах и на стойках «JGC» на внутренних рейсах авиакомпаний группы JAL, приоритетное получение багажа, возможность провоза до 20 кг дополнительного багажа. Членам уровня бонусной программы «Sapphire» предлагается вступить в программу «JAL Global Club» (см. ниже). В течение одного календарного года владелец уровня «Sapphire» имеет право на 20 бесплатных повышений класса на рейсах группы JAL. Уровень «Sapphire» полностью соответствует одноимённому статусу в общей бонусной программе альянса Oneworld, привилегии которого распространяются на всех постоянных и аффилированных членов альянса.

#### JGC Premier
При накоплении в течение календарного года 80 тысяч баллов, либо при совершении 80 полётов и накоплении 25 тысяч баллов, участник программы переходит на уровень «JGC Premier». После двух месяцев со дня квалификации на уровень владельцам данного уровня помимо привилегий предыдущего уровня участия предлагается сервис залов повышенной комфортности Первого класса для самого владельца и одного его спутника, имеющего билет на рейсы авиакомпаний группы JAL, право приоритетной регистрации на стойках Первого класса на внутренних и международных направлениях, право внеочередной посадки на рейсы. С апреля следующего года и в течение одного календарного года владелец уровня «JGC Premier» имеет право на 30 бесплатных повышений класса на рейсах группы JAL, получает три бесплатных купона на посещение «Sakura Lounge», купон на одни сутки в отелях — партнёрах JAL, пять купонов на посещение клубов «Century 21 Club» и один купон на цветочный подарочный набор. Уровень «JGC Premier» полностью соответствует статусу «Emerald» в общей бонусной программе альянса Oneworld, привилегии которого распространяются на всех постоянных и аффилированных членов альянса.

#### Diamond
Переход на высший уровень «Diamond» («Бриллиантовый») бонусной программы «Fly On» осуществляется при накоплении 100 тысяч баллов, либо при совершении 120 полётов и накоплении 35 тысяч баллов в течение одного календарного года. После двух месяцев со дня квалификации на уровень и в течение года, начиная со следующего апреля, владельцам этого уровня помимо привилегий предыдущего уровня участия предлагается возможность 40 бесплатных повышений класса на рейсах группы JAL, два купона на одни сутки каждый в отелях — партнёрах JAL и членская клубная карта «Century 21 Club». Уровень «Diamond» полностью соответствует статусу «Emerald» в общей бонусной программе альянса Oneworld, привилегии которого распространяются на всех постоянных и аффилированных членов альянса.

### JAL Global Club
Членам бонусной программы «JAL Global Club» предлагается эксклюзивное сервисное обслуживание с высшим уровнем меню и винной карты на рейсах авиакомпаний группы JAL, в залах повышенной комфортности Первого класса JAL, авиакомпаний — партнёров JAL по авиаальянсу Oneworld и другими партнёрами. Членами «JGC» становятся пассажиры, накопившие 50 тысяч баллов в течение календарного года, либо совершившие в течение года 50 полётов на рейсах авиакомпаний группы JAL и имеющими минимум 15 тысяч бонусных баллов. Программа предусматривает пожизненное членство.
Участники «JGC» автоматически получают уровень «Oneworld Sapphire» глобального альянса Oneworld.

## Кодшеринговые соглашения
Japan Airlines имеет кодшеринговые соглашения с компаниями — партнёрами по Oneworld, а также рядом других авиакомпаний:
| Oneworld - American Airlines - British Airways - Cathay Pacific - Finnair - Iberia - Qantas - S7 Airlines | Другие авиакомпании - Air France - Air New Zealand - China Eastern Airlines - China Southern Airlines - Emirates Airline - Korean Air - Singapore Airlines - Thai Airways - Vietnam Airlines |

## Инциденты и авиакатастрофы
- В 1952 произошла катастрофа Martin 2-0-2 Japan Air Lines, погибли все 37 человек на борту  Архивная копия от 28 декабря 2008 на Wayback Machine.
- Приводнение DC-8 в Сан-Франциско. 22 ноября 1968 года самолёт Douglas DC-8 из-за ошибки экипажа снизился ниже глиссады и врезался в водную поверхность, но остался цел. Никто из находившихся на борту 107 не пострадал.
- Угон Boeing 727 в Пхеньян. Самолёт рейса 351 Фукуока—Токио был захвачен членами Красной армии Японии 31 марта 1970 года. Девять террористов выпустили заложников в аэропортах Фукуока и Сеула, после чего перелетели в Северную Корею, где получили политическое убежище.[34]
- Самолёт рейса 471 14 июня 1972 года разбился недалеко от Нью-Дели, погибло 82 из 87 человек на борту ) и четыре человека на земле  Архивная копия от 24 апреля 2008 на Wayback Machine .
- Катастрофа DC-8 под Москвой 28 ноября 1972 года при взлёте из аэропорта Шереметьево.
- Катастрофа DC-8 в аэропорту Анкоридж. 13 января 1977 года на Аляске грузовой самолёт разбился при посадке. Погибло 5 человек и 56 коров.
- Катастрофа DC-8 под Куала-Лумпуром. 27 сентября 1977 года рейс 715 разбился в плохих метеоусловиях при заходе на посадку в аэропорту Субанг. 34 из 69 человек на борту погибли.
- Угон DC-8 в Дакку[англ.]. 28 сентября 1977 года рейс 472 Париж—Мумбаи—Токио был захвачен пятью членами Красной армии Японии сразу после взлёта из Мумбаи и перенаправлен в столицу Бангладеш. Заложники были обменены на 6 млн долларов и освобождение из тюрьмы 6 активистов организации.
- Катастрофа DC-8 в Токио 9 февраля 1982 года. Борт JA8061 выполнявший рейс 350 Фукуока—Токио разбился на подходе к аэропорту Ханеда. Из 166 пассажиров и 8 членов экипажа на борту погибло 24 пассажира .
- Катастрофа Boeing 747 под Токио. 12 августа 1985 года, накануне Обона у рейса 123 Токио—Осака отказали все системы управления через 12 минут после взлёта, и после попыток управлять самолётом разницей тяги двигателей, потерпел крушение у горы Оцутака рядом с префектурой Гумма; 520 из 524 человек на борту погибли. Это крупнейшая по количеству жертв в истории катастрофа одного самолёта (и третья в истории после событий 9/11 и катастрофы на Тенерифе). 15 августа, спустя три дня после катастрофы президент компании Ясумото Такаги покинул свой пост, заявив, что берёт на себя ответственность за трагедию[35].
- 8 июня 1997 года McDonnell Douglas MD-11 Japan Airlines, выполнявший рейс из Гонконга в Нагою, совершил жёсткую посадку в Нагое.[36] Травмы получили 8 пассажиров и 1 бортпроводник, который скончался через 20 месяцев после инцидента.[37][38]
- Расхождение над Суругой: 31 января 2001 два самолёта Japan Airlines Boeing 747-400 и Douglas DC-10, перевозившие 677 человек, разминулись в опасной близости друг от друга. Обошлось без жертв.
- 12 июля 2015 года в сингапурском аэропорту Чанги рейсовый японский авиалайнер Boeing 767 набрал пассажиров и собирался следовать по курсу в Токио. Диспетчер передал им, что взлёт задерживается на 25 минут. По истечении этого времени пилоты запустили двигатели и начали разгоняться для взлёта, когда оказалось, что они движутся не по взлётно-посадочной полосе, а по рулёжной дорожке. В этот момент на дорожке отсутствовали другие самолёты. На борту Boeing 767 находилось 208 человек, никто из них не пострадал. Самолёт благополучно взлетел и без задержек прибыл в аэропорт Ханэда, Токио. Отметим, что пилоты не стали сообщать руководству компании об инциденте, посчитав его недостаточно серьёзным для доклада руководству. Лётчики отстранены от полётов, в JAL рассматривает возможность сделать им дисциплинарное взыскание.[39]
- Столкновение в аэропорту Ханэда: 2 января 2024 года в аэропорту Токио самолёт Airbus A350 столкнулся с самолётом DHC-8-315 Dash 8 береговой охраны при выполнении посадки в аэропорту в Токио, после чего загорелся. В результате происшествия по последним данным погибли 5 человек на самолёте береговой охраны, все пассажиры и экипаж Airbus (379 человек) были успешно эвакуированы.